# Romulus (silloge)
Romulus è una silloge di favole in prosa in lingua latina del IX secolo.

## Storia

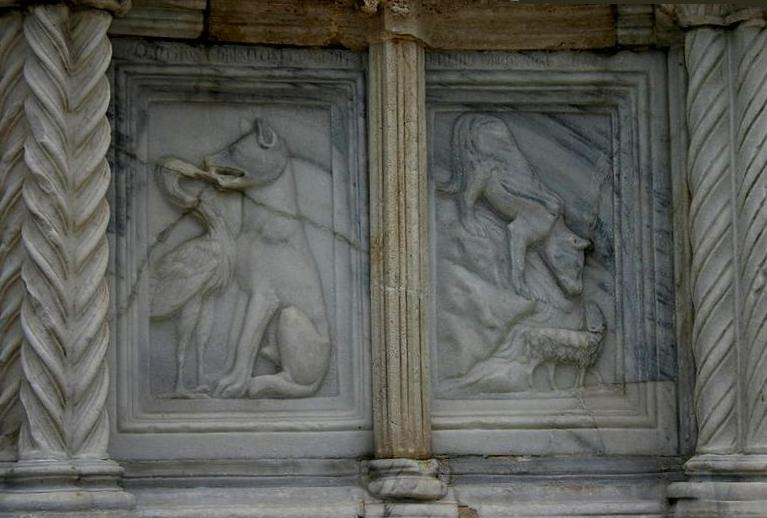
Perugia, Fontana maggiore, due favole di Fedro: La gru e il lupo e Il lupo e l'agnello

In epoca medievale le «favole esopiche», ossia le favole provviste di "morale" di cui sono protagonisti animali che si comportano e parlano come esseri umani, erano molto popolari. Era stato tramandato il nome di Esopo, il greco creatore del genere, e molte raccolte di favole medievali si richiamavano ad Esopo anche nel titolo, solitamente a sproposito. L'autore della maggior parte di favole pervenute in epoca medievale dall'età classica era infatti il poeta latino del I secolo Fedro, il quale le aveva scritte in senari giambici; in epoca medievale il nome di Fedro era però del tutto ignoto e verrà nuovamente alla luce solo alla fine del XVI secolo.
Autore della maggior parte delle favole esopiche era considerato, invece di Fedro, un certo Romolo (in lingua latina: Romulus) che, come dichiarato nel testo, avrebbe tradotto dal greco le favole di Esopo per farle conoscere al figlio Tiberino. Romulus dava pertanto il nome alla silloge di favole in prosa messa insieme forse nel IX secolo partendo da manoscritti di Fedro a noi ignoti e che probabilmente contenevano numerose aggiunte. Il Romulus si presentava in tre versioni:
- Il Romulus Ordinarius (Romulus Vulgaris): la versione più ampia (83 favole) e probabilmente la più vecchia, risalente probabolmente al IX secolo;
- Il Romulus di Vienna
- Il Romulus di Nilant (o Anonimo Nilanti): 45 favole pubblicate nel 1709 da Johan Frederik Nilant (o Jean-Frédéric Nilant)[5].

Dalle suddette opere in prosa vennero generate alcune opere in versi:
- Novus Aesopus di Alexander Neckam (1157-1217): redazione del XII secolo in distici elegiaci di 42 favole, di cui 37 derivate dal Romulus e 5 da altre fonti[6][7]
- Romulus di Nevelet: una redazione in distici elegiaci di 60 favole dell'Anonimo di Nevelet, così detto perché fu pubblicato senza il nome dell'autore da Isaac Nevelet nel 1610[8]; secondo Hervieux l'Anonimo di Nevelet sarebbe Gualtiero Anglico[3]
- Aesopus di Ademaro di Chabannes: 67 favole che attualmente si pensa siano originate dal Romulus Vulgaris[4]
- Romulus Roberti: 22 favole provenienti da un Romulus anglo-latino, perduto, le cui prime quattro favole provenivano dallo Speculum historiale di Vincenzo di Beauvais e le altre dall' Esope di Maria di Francia. Prende il nome da A. C. M. Robert[9]